# Установки дегідрогенізації пропану в Рувайс
Установки дегідрогенізації пропану в Рувайс — виробництва нафтохімічної промисловості у Об'єднаних Арабських Еміратам, розташоване в порту Рувайс (емірат Абу-Дабі, за 240 км на захід від міста Абу-Дабі).
Традиційно головним шляхом виробництва другого за масовістю продукту органічної хімії — пропілену, є його отримання разом з етиленом на установках парового крекінгу. Втім, певну кількість цього олефіну отримують на спеціалізованих установках, при цьому найпоширенішим методом стала гідрогенізація пропану. Саме наявність значного та дешевого ресурсу цього газу сприяла появі таких установок в Іспанії (одним зі співвласників є постачальник сировини з Алжиру), Росії (виробництво в Тобольську) та на Аравійському півострові. В останньому регіоні, зокрема, таку установку в 2015 році ввели в експлуатацію в Об'єднаних Арабських Еміратах.
Виробництво розмістили в порту Рувайс, де з 1981 року діє нафтопереробний завод, котрий неодноразово доповнювали нафтохімічними виробництвами. Він знаходиться у власності Abu Dhabi Oil Refining Co. (Takreer), яка, в свою чергу, належить провідній нафтогазовій компанії країни ADNOC (Abu Dhabi National Oil Company). Установка дегідрогенізації має потужність у 500 тисяч тонн пропілену на рік та використовує найпоширенішу в світі технологію Oleflex компанії UOP (Honeywell).
Станом на початок 2018 року в Рувайсі йшло будівництво другої установки такої ж потужності, запуск якої в експлуатацію очікувався в третьому кварталі. Для використання отриманого на ній пропілену в подальшому ADNOC та австрійська Borealis планують спорудити додаткову лінію полімеризації.